# Paolo Gillet

Bischofswappen

Paolo Gillet (* 8. Juli 1929 in Rom) ist ein italienischer römisch-katholischer Geistlicher und emeritierter Weihbischof in Albano.

## Leben
Paolo Gillet war Seminarist am Almo Collegio Capranica und empfing am 19. September 1953 die Priesterweihe.
Papst Johannes Paul II. ernannte ihn am 7. Dezember 1993 zum Weihbischof in Albano und zum Titularbischof von Germa in Galatia. Der Papst persönlich spendete ihm am 6. Januar des folgenden Jahres die Bischofsweihe; Mitkonsekratoren waren Giovanni Battista Re, Substitut des Staatssekretariates, und Josip Uhač, Sekretär der Kongregation für die Evangelisierung der Völker.
Am 22. Februar 2005 nahm Papst Johannes Paul II. seinen altersbedingten Rücktritt an.